# Génsebészet

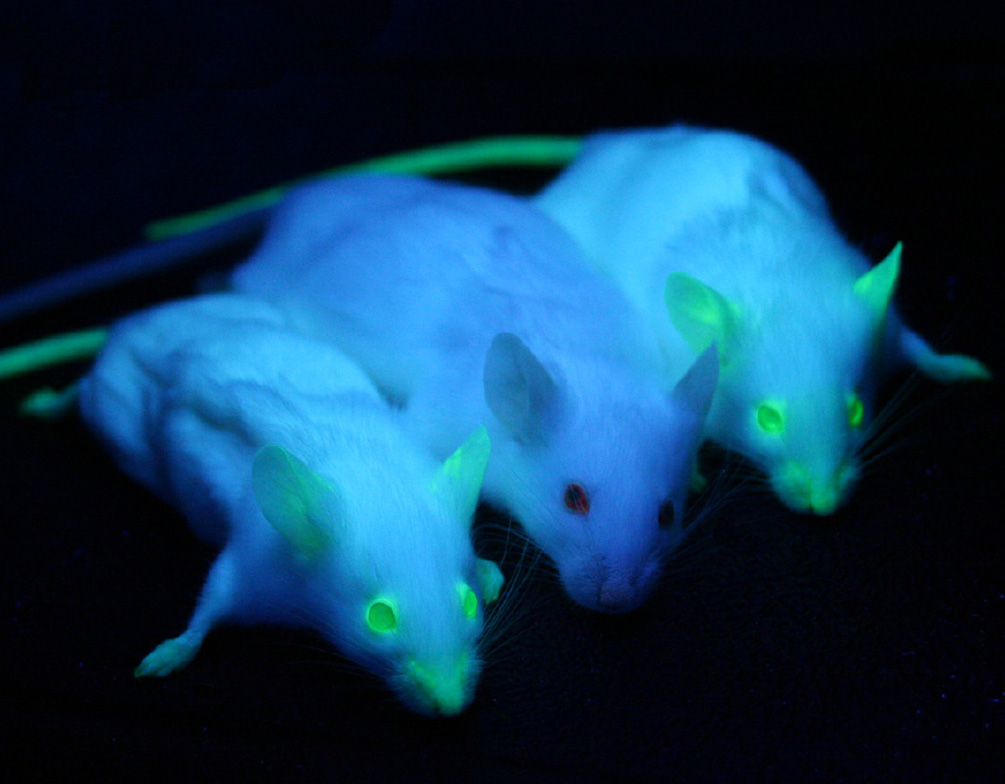
Zöld fluoreszcens proteint tartalmazó (két oldalt) és normális (középen) egér UV fényben

A génsebészet (vagy génmódosítás, génmanipuláció) az élőlények genomjának mesterséges módosítása. Ennek során új géneket visznek be a genomba, eltávolítanak vagy módosítanak meglevőket, esetleg megváltoztatják kifejeződésüket. A bevitelt sok esetben erre a célra módosított plazmiddal vagy vírussal, úgynevezett vektorral végzik. Az első rekombináns DNS-molekulát Paul Berg állította elő 1972-ben két vírus DNS-ének kombinálásával. Az új DNS-szakasz beilleszthető véletlenszerűen, vagy célzottan a genom egy adott részébe is.
A génsebészettel módosított élőlényeket génmódosított organizmusoknak (GMO) nevezik. Az első génmódosított baktériumot 1973-ban, az első állatot 1974-ben hozták létre. Két évvel később már megalakult az első, géntechnológiát alkalmazó cég, a Genentech, amely terápiás felhasználású emberi fehérjék, először az inzulin termelését tűzte ki célul. Géntechnológiával módosított élelmiszereket 1994 óta forgalmaznak, amikor a Flavr Savr paradicsom piacra került. 2003-ban forgalomba került az első génmanipulált díszállat, a világító GloFish hal, 2016-ban pedig engedélyezték a gyorsított növekedésű lazac tenyésztését.
A génsebészetet számos területen alkalmazzák, többek között a kutatásban, az orvostudományban, az ipari biotechnológiában és a mezőgazdaságban. A kutatásban a GMO-kat elsősorban a génfunkció és a génexpresszió tanulmányozására használják. Egyes gének kiiktatásával vagy kicserélésével lehetővé válik az emberi betegségeket utánzó állati modellszervezetek létrehozása. A hormonok, vakcinák és egyéb gyógyszerek előállítása mellett a géntechnológia a génterápia révén az öröklődő betegségek gyógyítására is alkalmas. Ugyanazok a technológiák, amelyeket gyógyszerek előállítására használnak, ipari alkalmazásra is alkalmasak, többek között mosószerek, sajtok és más termékek gyártásánál szükséges enzimek termelésére.
A génmanipulált élőlények szabadföldi termesztése és élelmiszerként való felhasználása ellen a kezdetek óta tiltakoznak azok, akik szerint a technológia kockázatai nincsenek megfelelően kivizsgálva. Álláspontjuk szerint a genomba véletlenszerűen beillesztett idegen gének hatásait nem lehet előre tervezni, illetve a vadon élő állatokkal, növényekkel kereszteződve a GMO-k beszennyezik az őshonos élővilág génkészletét. Tiltakoztak a génmódosított élőlények szabadalmaztatása ellen is. Ezek az aggályok vezettek a géntechnológia szabályozásához, amely az asilomari konferencián elfogadott önkéntes moratóriummal kezdődött, majd nemzeti és nemzetközi törvényekkel szabták felhasználását jogi keretek közé. A GMO-k termeszthetőségében, forgalmazhatóságában máig igen nagy különbség van egyes országok, elsősorban az Egyesült Államok és az Európai Unió álláspontja között.

## Áttekintés

A nemesítés, valamint a transzgenikus és ciszgenikus génmódosítás összehasonlítása

A génsebészet segítségével megváltoztatják egy szervezet genetikai állományát azáltal hogy új DNS-szakaszt illesztenek bele, illetve kivágják vagy megváltoztatják a meglévő szekvenciákat. A hagyományos nemesítéstől eltérően – melyben többszöri keresztezéssel és szelekcióval terelik az organizmust a kívánt fenotípus felé – a génsebészet révén egy gén kivehető az egyik szervezetből és közvetlenül átrakható egy másikba. A folyamat nem csak jóval gyorsabb, de egymástól rendszertanilag igen távoli fajok (akár állatból növénybe vagy baktériumból gombába) között is működik és egyúttal precízebb is, elkerülhető vele a nemkívánatos gének átvitele.
A génmanipuláció által elvben lehetővé válik az ember súlyos genetikai betegségeinek gyógyítása, csak a hibás géneket kell kicserélni egy jól működővel. Nagy segítséget nyújthat a gének funkcióinak kutatásában is. A biotechnológiában a genetikailag módosított szervezetek gyógyszeralapanyagokat, vakcinákat és más hasznos anyagokat termelhetnek. A génmanipulált haszonnövények nagyobb termést hozhatnak, megnőhet a tápértékük, jobban alkalmazkodhatnak a kedvezőtlen környezeti hatásokhoz.
Az idegen DNS-t közvetlenül bejuttathatjuk a célszervezetbe vagy egy előzetes lépéssel egy másik sejtbe, amit aztán fuzionáltatunk vagy hibridizáltatunk a célsejttel. A bejuttatás történhet mikroinjekcióval, ún. génágyúval vagy vektorral (ami többnyire erre a célra módosított plazmid vagy vírus).
A génsebészet általában nem használja a hagyományos nemesítés olyan technikáit, mint az in vitro megtermékenyítés, poliploidia vagy random mutációk előidézése; de például a szelektív tenyésztést igen. A klónozás vagy őssejtkutatás, bár nem tartozik közvetlenül a génsebészet tárgykörébe, gyakran alkalmaz genetikailag módosított alapanyagot. A nemrég létrejött tudományág, a szintetikus biológia a génsebészetnél egy lépéssel tovább jutva mesterségesen szintetizált genetikai anyagokat visz be a célszervezetekbe.
A génsebészet által megváltoztatott növényeket, állatokat, mikroorganizmusokat összefoglaló néven génmódosított szervezeteknek (gyakran használt angol rövidítéssel GMO-nak) nevezik. Ha a gazdaszervezet egy másik fajból kapott genetikai anyagot, akkor azt transzgénikusnak hívjuk (ritkábban használt, de létező kifejezés a ciszgénikus, amit arra az organizmusra mondanak, amelyik a saját fajából vagy vele kereszteződő fajból kap gént). Ha a célszervezetből eltávolítanak egy gént, azt génkiütött (knockout) organizmusnak nevezik. Az európai terminológiában a génmódosítás azonos a génsebészettel, ám az Egyesült Államokban és Kanadában a génmódosítás kifejezést a hagyományos nemesítései eljárásokra is használhatják.

## Története
Az emberek már évezredek óta módosítják más fajok genetikai állományát a mezőgazdaságban használt mesterséges szelekció által.:1 A 20. században már vegyszerekkel vagy radioaktív és röntgensugárzással képesek voltak mesterségesen megnövelni a mutációs rátát, hogy a nemesítés számára megnöveljék a változatosságot. A mai értelemben vett genetikai manipuláció vagy génsebészet, a DNS közvetlen módosítása az 1970-es években született.

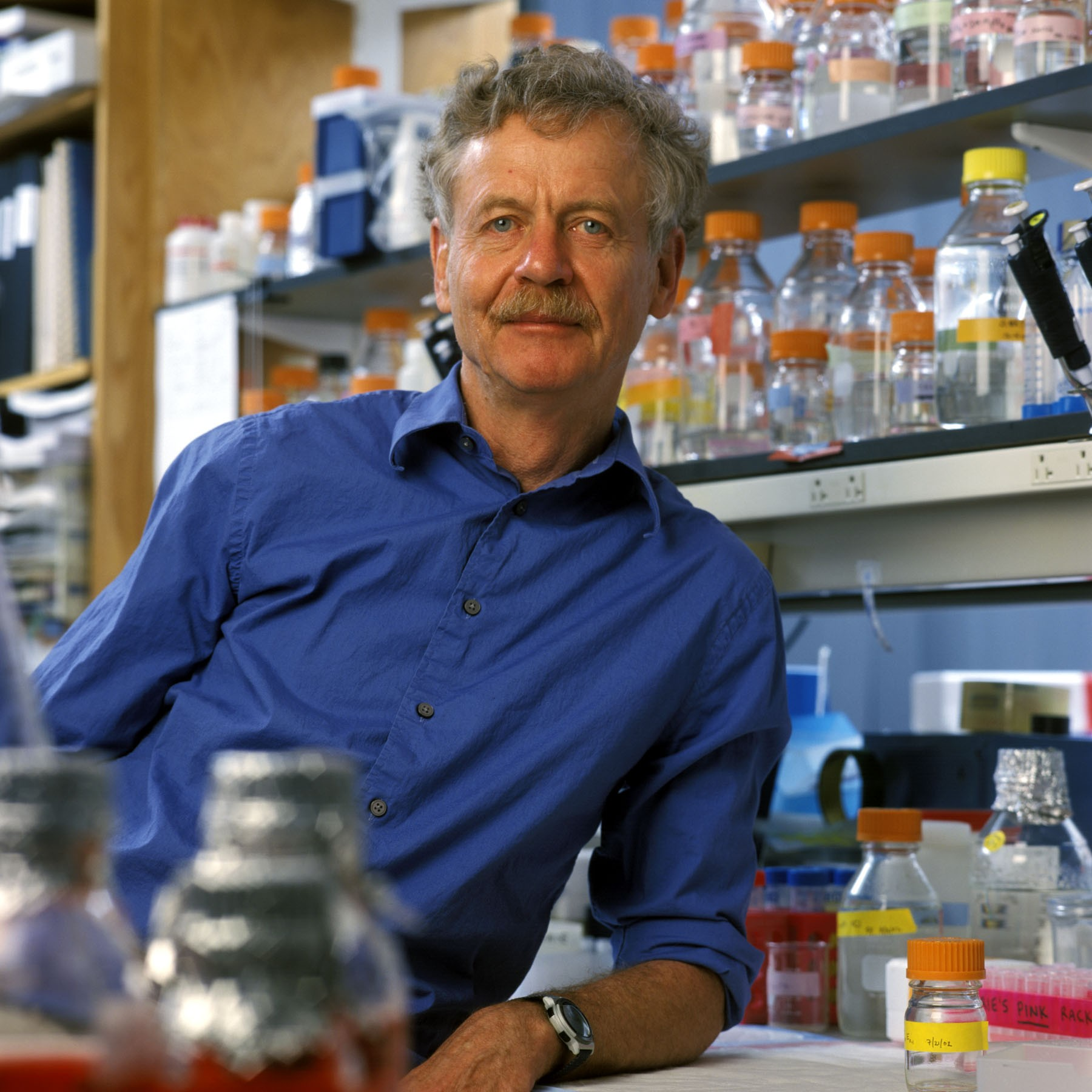
Rudolf Jaenisch, az első génmódosított állat megteremtője

Az első rekombináns (több, különböző eredetű darabból összerakott) DNS-t az amerikai Paul Berg hozta létre az SV40 majomvírus és a baktériumok lambda fágjának genomjából. 1973-ban Herbert Boyer és Stanley Cohen antibiotikum-rezisztenciát kódoló gént illesztett az Escherichia coli baktérium plazmidjába és ezzel létrehozták az első transzgénikus élőlényt. Egy évvel később Rudolf Jaenisch idegen DNS-t juttatva egy egérembrióba létrehozta az első transzgénikus állatot. Ezekben a korai kísérletekben gyakran patogénekkel (vírusokkal, baktériumokkal) dolgoztak és sokan aggódni kezdtek, hogy új, veszélyes kórokozókat szabadíthatnak a világra. Ezért a téma vezető kutatói 1975-ben a kaliforniai Asilomarban megállapodtak, hogy a megfelelő biztonsági protokollok meghatározásáig tartózkodnak a veszélyes kísérletektől.
1976-ban Herbert Boyer és Robert Swanson megalapította az első génsebészeti technológiát alkalmazó céget, a Genentechet és egy évvel később már elkezdték az emberi szomatosztatin hormon termelését E. coli baktériumban. 1978-ban bejelentették, hogy az emberi inzulint is képesek biotechnológiai módszerrel előállítani. Négy évvel később megkapták az engedélyt a forgalmazására. 1980-ban az amerikai Legfelsőbb Bíróság úgy döntött, hogy a genetikailag módosított élőlényekre szabadalmi védelem kérhető.
1983-ban az Advanced Genetic Sciences engedélyt kapott, hogy megkezdje a genetikailag módosított Pseudomonas syringae tesztelését (ez a baktérium érzékennyé teszi az általa megfertőzött növényeket a fagykárra; a cég az ezért felelős gént iktatta ki), de ennek végrehajtását környezetvédő csoportok négy éven át megakadályozták. Végül 1987-ben a tesztek megkezdésével a P. syringae lett az első génmódosított organizmus, amelyet kiengedtek a környezetbe; bár a környezetvédő aktivisták az először kijelölt eper- és burgonyaföldeken elpusztították a növényeket.
Az első genetikailag módosított növények szabadföldi termesztésére 1986-ban került sor, az Egyesült Államokban és Franciaországban, amikor herbicidrezisztenssé tett dohánnyal végeztek kísérleteket. A transzgénikus növények tényleges, mezőgazdasági termesztését először Kínában kezdték el 1992-ben egy vírusrezisztens dohányfajtával. 1994 az amerikai Calgene engedélyt kapott az első GMO élelmiszer, a tovább eltartható Flavr Savr paradicsom forgalmazására. Európában a bromoxinil herbicidre rezisztens dohány volt az első, termesztésre engedélyezett haszonnövény (1994-ben). A következő évben az USÁ-ban engedélyt kapott a Monsanto NewLeaf burgonyája; ez volt az első olyan módosított haszonnövény, amely peszticidet (a Bacillus thuringiensis rovarölő toxinját) termelt. 2009-re 25 országban (a legnagyobb területen az Egyesült Államokban, Brazíliában, Argentínában, Indiában, Kanadában, Kínában, Paraguayban és Dél-Afrikában) 11-féle transzgénikus növényt vontak be a mezőgazdasági termelésbe.
2010-ben Craig Venter biotechnológiai vállalkozó bejelentette, hogy elkészítette a világ első szintetikus genomját, amelyet sikeresen beillesztettek egy DNS-étől megfosztott baktériumsejtbe. Az így létrehozott organizmus, a Mycoplasma laboratorium élet- és szaporodóképesnek bizonyult. Négy évvel később egy kutatócsoportnak sikerült két mesterséges nukleotiddal kibővíteni a genetikai ábécét (a közismert ATGC nukleotidokat) és baktériumon belül lemásoltatni az ezeket tartalmazó plazmidot. 2012-ben Jennifer Doudna és Emmanuelle Charpentier felfedezte a CRISPR/Cas9 rendszert, amellyel a korábbiaknál jóval precízebben lehet módosítani szinte bármely szervezet DNS-ét.

## A génsebészet technikái

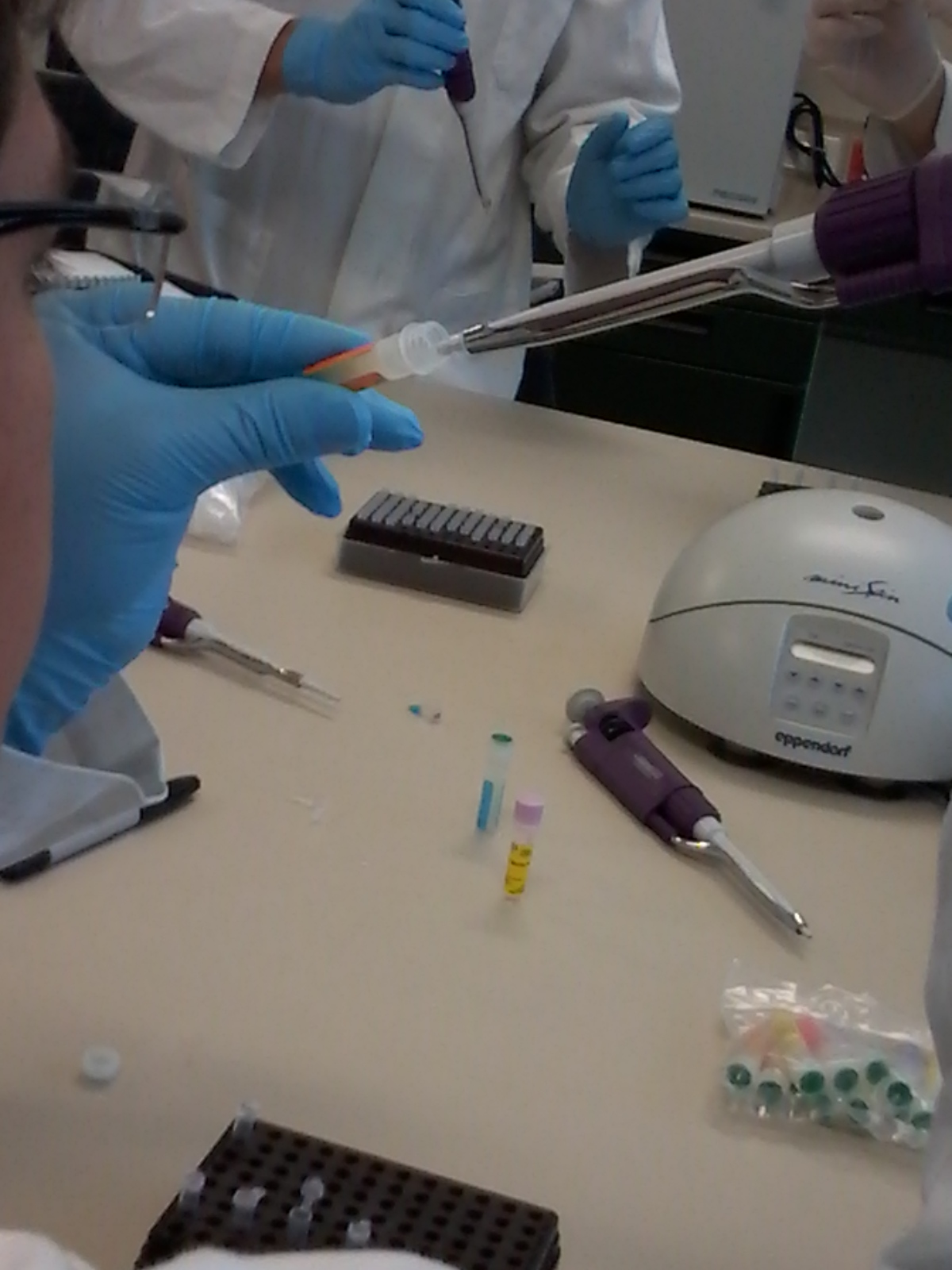
A polimeráz láncreakció a molekuláris biológis egyik alapvető technikája

Egy génmódosított organizmus létrehozása bonyolult, többlépcsős folyamat. Először is el kell dönteni, hogy milyen tulajdonsággal akarják felruházni a szervezetet és azt melyik gén határozza meg (sok esetben ez alapkutatási feladat és a "génsebész" már kész adatokból dolgozik). Genetikai szűrővizsgálatokkal kiválasztják a legmegfelelőbb jelölteket. Ez a munka jóval egyszerűbbé vált, amióta rendelkezésre állnak a DNS-chipek, transzkriptomikai adatbázisok vagy a teljes genomszekvenciák. Sok esetben a szerencse is szerepet játszik, a Roundup Ready kukorica glifozátrezisztens génjét például úgy fedezték fel, hogy észrevettek egy, a herbicid jelenlétében is szaporodó baktériumot.

### Génizoláció és klónozás
Ha megvan, hogy melyik organizmusból érkezik majd a beültetendő DNS-szakasz, a következő lépés az adott gén izolálása. Korábban, amikor a genomszekvenálás kevésbé volt elérhető (illetve ma is, ha a donor szervezet kevésbé ismert) a sejtekből tisztított DNS-t restrikciós endonukleázokkal darabokra vágták génkönyvtárat készítettek belőle, amiből megfelelő szondával keresték ki azt a részt, amely a kívánt gént tartalmazza. Ha a gén szekvenciája már ismert, polimeráz-láncreakcióval (PCR) megsokszorozzák és elektroforézissel izolálják a DNS-szakaszt. Szükség esetén megsterségesen is szintetizálható a kellő DNS. Az izolált gént ligáz enzim segítségével beillesztik egy plazmidba, azt pedig beviszik egy baktériumba. A baktérium szaporodásával a plazmid is replikálódik, így gyakorlatilag bármekkora mennyiség előállítható belőle (ezt a folyamatot nevezik a gén klónozásának). Az egyik gyakran felhasznált plazmid az RK2, amely igen sok egysejtű szervezetben képes replikálódni.
A célszervezetbe való beillesztés előtt a gént még el kell látni egy erős promoterrel, amely garantálja a kifejeződését és egy terminátor régióval, amely leállítja az átírását. Többnyire mellétesznek egy szelekciós markergént is (többnyire antibiotikumrezisztencia génjét), amely segítségével könnyen ki lehet majd választani, hogy mely célsejtekbe sikerült bevinni. Ebben a stádiumban lehet még változtatni a gén szekvenciáján, hogy javítsák a hatékonyságát vagy kifejeződését. Erre a célra különféle rekombináns DNS technikákat használhatnak: restrikciós emésztést, ligációt és molekuláris klónozást.

### Beillesztés a gazdagenomba

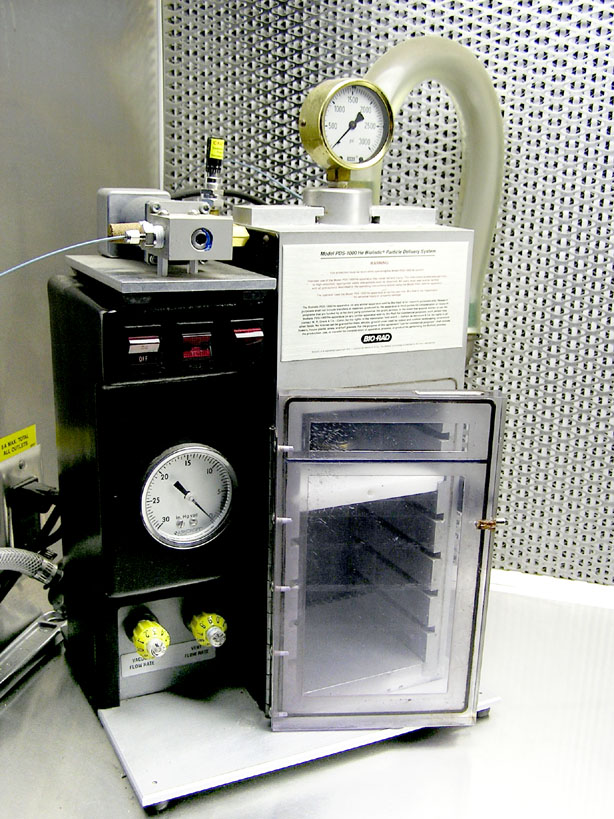
A génágyú olyan, nagy sebességre gyorsított fémrészecskékkel bombázza a célsejteket, melyek felszínére DNS-szakaszok tapadnak

Több módszert is kifejlesztettek, amelyek segítségével az idegen gént bejuttatható a célszervezet genomjába. A baktériumok sok esetben maguk is felveszik a környezetükből az idegen DNS-t, amely aztán homológ rekombinációval bekerülhet a genomjukba, vagy azon kívül is hosszabb ideig megmaradhat. Egyes baktériumok sejtmembránja külső sokkhatás (pl. hő- vagy elektromos sokk) után könnyebben átengedi a DNS molekuláit.
Állati sejtek esetén a sejtmagba adott mikroinjekcióval vagy vírusvektorral vihető be idegen DNS.
A setfallal rendelkező növényi sejtek transzformálása kissé bonyolultabb; itt előzetesen eltávolítják a sejtfalat, azt áttörő fizikai módszereket (mint a génágyú), elektroporációt (elektromos áram hatására a sejthártyán lyukak keletkeznek) használnak, esetleg a növénypatogén Agrobacterium Ti-plazmidjának segítségével viszik be a genomba az új gént. A genetikai transzformáció többnyire egyáltalán nem hatékony folyamat, csak a sejtek kis hányadába jut be az idegen DNS és meg kevesebb esetben ágyazódik be a genomba. Ezért a donorgén mellé szelekciós markergént is helyeznek, amely lehetővé teszi a transzformált sejtek könnyű kiválasztását (pl. antibiotikumrezisztencia génje, így antibiotikum hozzáadása után a génnel nem rendelkező sejtek elpusztulnak). A markerek többnyire a kész transzgénikus szervezetben is benne maradnak, bár a környezetvédelmi és egészségügyi aggályok miatt kidolgoztak olyan stratégiákat, amelyekkel eltávolíthatók belőlük.
A fenti módszerekkel egy sejtet lehet transzformálni, így soksejtű szervezetek esetében ebből elő kell állítani a teljes egyedet. Növények esetében ehhez szövetkultúrát használnak. Állatok esetében embrionális őssejteket manipulálnak, amely aztán továbbfejlődhet magzattá. A baktériumok és élesztőgombák egysejtűek, így továbbszaporításuk nem ütközik nehézségbe.

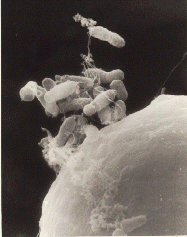
Sárgarépasejt felszínéhez tapadó Agrobacterium tumefaciens

A bevitt új gén jelenlétét PCR, Southern blot vagy szekvenálás által lehet ellenőrizni és ezekkel lehet meghatározni hogy hány példányban, a kromoszómák mely részére épültek be. A jelenlét nem jelent garanciát arra, hogy a gén kellő erősséggel ki is fejeződik, így szükség lehet az átírott RNS vagy fehérje mennyiségének meghatározására. Erre a célra a Northern blot, kvantitatív RT-PCR, Western blot, immunfluoreszcencia, ELISA tesztek, esetleg a fenotípus megfigyelése alkalmazható.
Az új szakasz általában random helyre integrálódik a kromoszómákban, de homológ rekombináció segítségével konkrét helyre is beilleszthető. Ennek gyakorisága az állatok és növények esetében igen alacsony, ezért genomszerkesztési módszerekkel növelni szokták az esélyét. Ilyenkor mesterségesen módosított nukleázokkal (DNS-vágó enzimekkel) DNS-töréseket hoznak létre a kívánt szakaszon, és ilyenkor a sejt javítási mechanizmusainak működésekor a homológ rekombináció esélye jóval magasabb lesz. A módosított nukleázoknak négy nagyobb csoportja van: a meganukleázok, a "cinkujj" (zinc finger) nukleázok, transzkripció aktivátor-szerű effektor nukleázok (TALEN), valamint a CRISPR/Cas9 rendszer. Leggyakrabban az utóbbi kettőt használják; a TALEN specifikusabb, míg CRISPR könnyebben kivitelezhető és hatékonyabban működik. A nukleázok arra is alkalmasak, hogy mutációkat hozzanak létre a sejt eredeti génjeiben és ezáltal például kikapcsolják őket (génkiütött sejtvonalakat, szervezeteket hozva létre).

## Alkalmazása
A génsebészeti módszereket széleskörűen felhasználják az orvostudományban, a biológiai kutatásokban, az iparban és a mezőgazdaságban egyaránt. A módosított élőlények egyaránt lehetnek állatok, növények, baktériumok vagy gombák. A baktériumok (egyszerűségüknél fogva ezek voltak a génsebészeti kutatások első alanyai) olyan plazmidokat hordozhatnak, amelyek gyógyszerhatóanyagok, egészségügyben felhasználható fehérjék vagy akár az élelmiszeripar által alkalmazott enzimek termelésére késztetik őket. A növényeket többnyire úgy módosítják, hogy rezisztensek legyenek a rovarok vagy más kártevők (pl. vírusok) támadása ellen, ellenálljanak a herbicideknek, jobban tűrjék a környezeti szélsőségeket vagy akár ehető vakcinákat termeljenek. A termelésbe ténylegesen bekerült haszonnövények többnyire rovar- vagy herbicidrezisztensek. Genetikailag módosított állatokat elsősorban a kutatásban alkalmaznak (pl. génkiütött vagy valamilyen betegségre különösen fogékony egerek), de egyes állatok tejükbe hasznos fehérjéket választanak ki.

### Orvostudomány
A génsebészetnek számos orvosi alkalmazása létezik, többek között gyógyszerek, diagnosztikumok előállítása, humán betegségeket utánzó modellállatok kialakítása vagy a génterápia. A génmódosítás egyik legelső gyakorlati felhasználásával emberi inzulint termeltek baktériumokban. Azóta már így állítják elő a betegségek kezelésére használt növekedési hormont, a follikuluszstimuláló hormont (meddőség kezelésére), szérumalbumint, monoklonális antitesteket, véralvadási faktorokat, vakcinákat és számos egyéb, többnyire fehérjealapú hatóanyagot. Genetikailag módosított egérsejtekkel emberi eredetű, immunreakciót nem kiváltó monoklonális antitesteket lehet előállítani, amelyeknek rendkívül széleskörű felhasználásuk ismert, a terápiától a diagnosztikáig. A vírusok genomjával manipulálásával kiiktatható a patogenitásuk, míg továbbra is képesek immunválaszt kiváltani és biztonságos oltóanyag készíthető belőlük.
A laboratóriumi állatok (leggyakrabban egér) génmódosításával olyan modellek hozhatók létre, amelyek utánozzák az emberi megbetegedéseket. Rendszeresen felhasználják őket többek között a rák, elhízás, szívbetegségek, cukorbetegség, ízületi gyulladás, drogfüggőség, szorongás, öregedés, Parkinson-kór kutatásában és gyógyszerfejlesztésében.
A génterápia az emberen alkalmazott, nem öröklődő génmódosítás, általában a betegséget okozó géneket cserélik ki egészségesekre. Számos betegségre dolgoztak ki ilyen terápiát, mint pl. az X-kromoszómához köthető immunhiány, krónikus limfocitás leukémia, vagy Parkinson-kór. Az első génterápiás kezelést, a lipoprotein lipázhiányt gyógyító alipogene tiparvovec (Glybera) volt az első génterápiás módszer, amelynek engedélyezték a klinikai felhasználását. 2015-ben egy vírusvektorral juttatták be egy súlyos epidermolysis bullosában szenvedő fiú izolált bőrsejtjeibe az egészséges gént, majd a tenyészetben felszaporított sejteket beültették a teste 80%-át borító beteg bőrfelületre.
Emberek esetében az ivarsejteket is érintő, örökíthető genetikai változtatásokat a tudományos közösség nem fogadja el. Amikor 2015-ben CRISPR segítségével életképtelen magzatok DNS-át módosították, a terület vezető kutatói moratóriumra szólítottak fel a hasonló kísérleteket illetően. Elsősorban amiatt aggódnak, hogy a betegségek kezelése után valószínűleg megpróbálják majd az amúgy egészséges gyerekek megjelenését, intelligenciáját, viselkedését is befolyásolni. A gyógyítás és a továbbfejlesztés között ráadásul nem mindig egyértelmű a határvonal. 2018-ban egy kínai kutató bejelentette, hogy két embrióban génsebészeti módszerrel kikapcsolta a HIV vírus receptoraként szolgáló CCR5 gént, hogy így immunissá tegye őket a betegségre. Munkáját egyöntetűen etikátlannak és veszélyesnek bélyegezték. Az ivarsejtek genetikai módosítása jelenleg 40 országban van betiltva. A kísérletek nem feltétlenül tilosak, de ilyenkor az embriók fejlődését néhány nap után leállítják.
Folynak a kísérletek arra, hogy sertések genetikai módosításával transzplantációra alkalmas, immunológiailag emberi jellegű szerveket növesszenek bennük. Próbálkoznak azzal is, hogy a szúnyogokat immunissá tegyék a malária kórokozójára és az így manipulált rovarokat szabadon engedve csökkentsék a betegség elterjedtségét.

### Tudományos kutatás

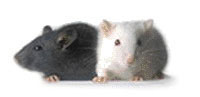
Génkiütött egér

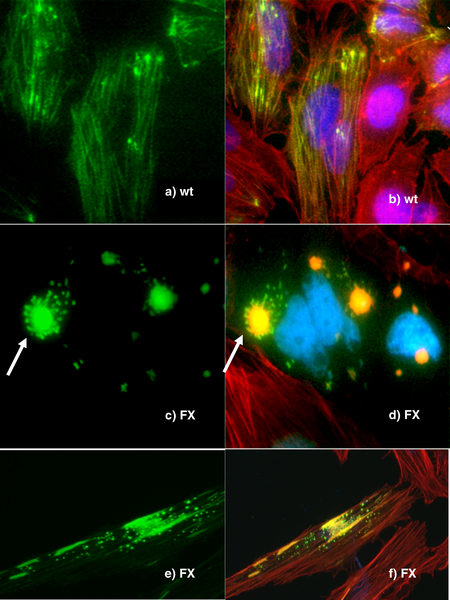
Zöld fluoreszcens proteinnel módosított emberi sejtek

A génsebészet a biológiai és orvosi kutatások fontos, valamint a genetikai kutatások szinte nélkülözhetetlen eszköze. Gyakorlatilag valamennyi élő szervezet génjeit és genomja egyéb részeit be lehet vinni baktériumokba, génkönyvtárat készítve belőlük. Az olcsón, könnyen tenyészthető és tárolható baktériumok igen alkalmasak a genetikai információ tárolására és későbbi felhasználására.
A genetikailag módosított kísérleti állatokkal a gének funkcióit, tulajdonságait vizsgálhatják. A kísérletek többnyire a gén vagy terméke kikapcsolását, másik szervezetbe ültetését, jelzőanyaggal való ellátását vagy kifejeződésének feltételeit célozzák.
- a funkcióvesztési kísérletek (loss of function) általában génkiütött (knockout) szervezetekre irányulnak, amelyekben kikapcsolják egy vagy több gén működését. Legegyszerűbb változatában egy génszakaszt úgy módosítanak, hogy lehetetlenné tegye a normális működését, majd beültetik egy embrionális őssejtbe, ahol lecseréli a meglévő, egészséges változatot. A kutatók ezáltal tanulmányozhatják azokat az állatokat vagy növényeket, amelyet kizárólag a vizsgált gén működésképtelensége különböztet meg társaitól. A fejlődésbiológiában különösen gyakran alkalmazzák ezt a módszert.[106] A módszer egyik változata, amikor egy fehérje működését vizsgálva kulcsfontosságú szakaszain (vagy egész egész hosszában) sorra kicserélik az aminosavakat; ez az úgynevezett "pásztázó mutagenezis".[107]
- a fukcióhozzáadási kísérletek (gain of function) megnövelik a vizsgált gén hatékonyságát, pl. újabb kópiák vagy erősebb promoter régió beültetésével. Néha a kísérlettel párhuzamosan knockout organizmust is létrehoznak, hogy a fenotípus különbsége szembeötlőbb legyen.[106]
- a nyomkövetéses kísérletek során valamilyen jelzőmolekulát (pl. zöld fluoreszcens fehérjét, GFP-t) kapcsolnak a géntermékhez, hogy követni tudják termelődésének helyét vagy mozgását a sejten belül vagy azon kívül. Figyelembe kell venni azonban hogy egy nagy molekula hozzákapcsolása befolyásolhatja vagy teljesen elronthatja az eredeti protein működését és a kísérlet műtermékek képződéséhez vezethet. Emiatt újabban inkább rövid jelzőszekvenciákat alkalmaznak, amelyekhez aztán festékkel vagy enzimmel jelzett monoklonális ellenanyagok köthetők.[106]
- a kifejeződési kísérletek a gén expressziójára irányulnak és a promotere mögé, az eredeti fehérje helyére illesztenek be valamilyen jelzőmolekulát (GFP-t vagy színrekaciót produkáló enzimet). Ezáltal megfigyelhető, hogy a vizsgált gén, hol, mikor, milyen feltételek, kiváltó hatások mellett kapcsolódik be. A promoter módosításával az is kutatható, hogy mely részei feltétlenül szükségesek a hatáshoz, hová kapcsolódnak be a transzkripciós faktorok.[108]

### Ipar

A génsebészet alkalmazási területei

Az iparban használatos (pl. a kimozin vagy a laktózbontó, cukorinvertáló enzimek az élelmiszeriparban) fehérjék génjei génsebészeti módszerekkel bevihetők baktériumokba, amelyek aztán bioreaktorokban tenyésztve nagy mennyiségben képesek előállítani a kívánt molekulát. Egyes eukarióta eredetű gének nem fejeződnek ki megfelelően a baktériumokban, így helyettük élesztőgombákat, rovar- vagy emlős sejtkultúrákat használnak. A gyógyszeripar így állítja elő pl. az inzulint, a növekedési hormont vagy a vakcinákat. A transzgenikus baktériumok más feladatokat is elláthatnak, pl. bioüzemanyagot állítanak elő, lebontják a környezetbe jutott kőolaj- vagy más mérgező ipari szennyeződést vagy kimutatják az arzént az ivóvízben. Folynak kísérletek a manipulált baktériumok bányászatban való alkalmazására, kihasználva nehézfém-felhalmozási képességeiket.
Egyes kísérletekben felhasználták a vírusok önösszeszerelő képességét és megfelelő módosítás után fémmolekulához és szén nanocsövekhez kapcsolva fehérjéiket pl. lítiumakkumulutárok anódjait állították elő a segítségükkel.

### Mezőgazdaság

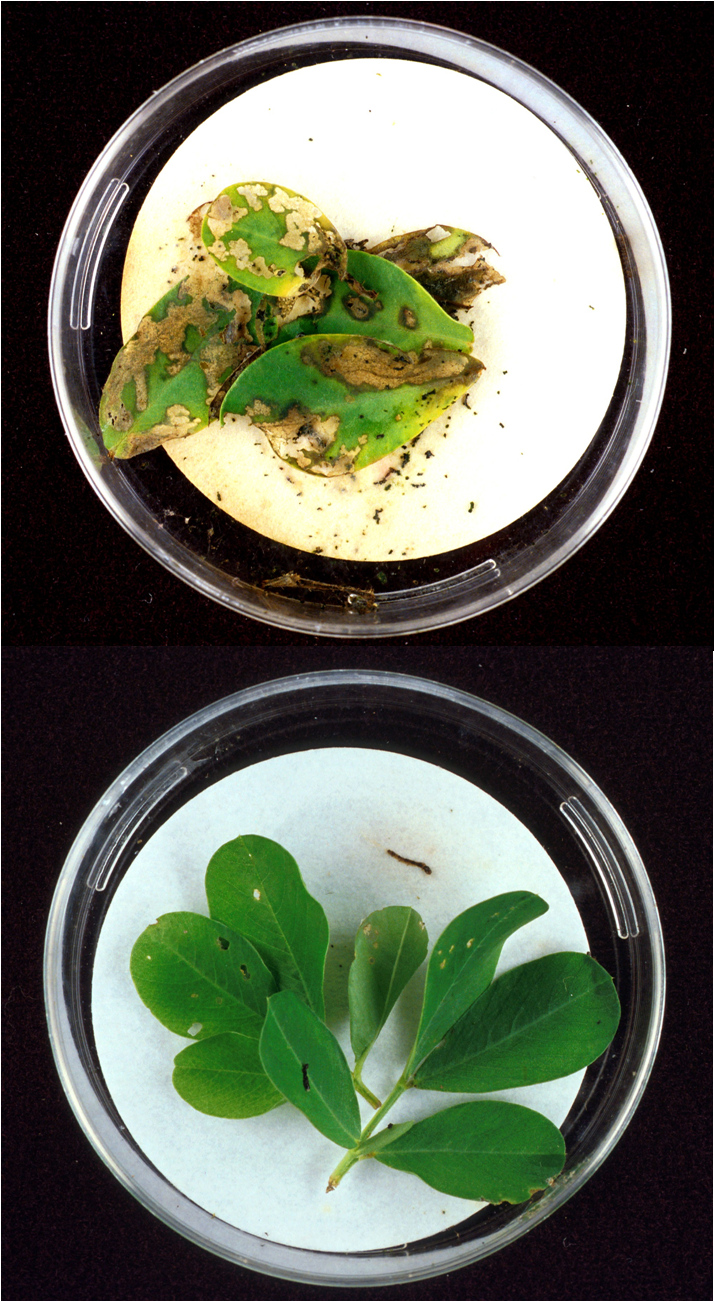
A Bacillus thuringiensis toxinját termelő növény (lent) védett a rovarkártevők ellen

A közvélemény figyelme a génsebészet gyakorlati alkalmazásai közül leginkább a mezőgazdasági felhasználásokra, a génmanipulált növényekre (és kisebb mértékben az állatokra) irányul. A haszonnövények módosításai többnyire a kártevőkkel, kémiai anyagokkal, környezeti tényezőkkel szembeni rezisztenciát, termékeinek összetételét érintik.
Az első kereskedelmi forgalomba kerülő génmódosított élelmiszernövény a Flavr Savr paradicsom volt, amely lassabban érett és tovább lehetett raktározni.
A tömegesen termesztett növényi GMO-kba eleinte rovarok vagy herbicidek elleni rezisztenciát biztosító géneket ültettek, amelyek megkönnyítették a növényvédelmet és közvetett módon némileg növelték a hozamot is. Vírus- vagy gombafertőzéssel szemben ellenálló fajtákat fejlesztettek ki. A növekedés gyorsításával vagy környezeti tényezőkkel (hideg, aszály, só) szemben toleránsabb fajták előállításával a terméshozam közvetlenül is megnövelhető. A több növekedési hormont termelő génmódosított lazacok jóval hamarabb érik el végleges méretüket.
Más kísérletek arra irányulnak, hogy növeljék a növények tápértékét vagy termékeik ipari felhasználhatóságát. Az Amflora burgonyafajtából könnyebb iparilag kivonni a keményítőt. Léteznek olyan szója és repcefajták, melyek zsírsavaik módosításával egészségesebb olajat állítanak elő.
A genetikailag manipulált növények és állatok olyan anyagokat állíthatnak elő, amilyeneket a hagyományos nemesítéssel nem lehetne kifejleszteni. Ilyenek az oltóanyagok, gyógyszerhatóanyagok vagy azok prekurzorai. A kecskék tejébe kiválasztott hatóanyagokat az amerikai hatóságok már 2009-ben engedélyezték.

### Egyéb felhasználások
Némileg ellentmondásosnak tűnő módon a genetikai manipuláció a környezetvédelemben és a fajmegőrzésben is hasznos lehet, bár ezek az elképzelések inkább elméletiek, gyakorlati megvalósításukra nem történtek lépések. Vírusvektorok alkalmazásával gyéríteni lehet az inváziós fajokat vagy rezisztenssé lehet tenni a védett fajokat az őket tizedelő fertőzésekkel szemben. A módosított őshonos növények jobban alkalmazkodhatnak a klímaváltozás miatti melegebb és szárazabb éghajlathoz.
Léteznek már GMO dísznövények – lila szegfűk, kék rózsák – valamint állatok is, pl. világító díszhalak. A fluoreszkáló festéket termelő baktériumokat a művészetben is felhasználták már.

## Aggályok
A génsebészet ellen már a kezdetektől fogva felszólaltak erkölcsi, környezetvédelmi vagy gazdasági aggályokat hangoztatva. A kritikák többsége az élelmiszerként is forgalmazott növények biztonságosságára vagy a környezetre gyakorolt hatására vonatkozik. A viták pereskedésekhez, tüntetésekhez, egyes országokban a génmódosított növények termesztésének és kereskedelmének tiltásához vezettek.
Vallásos csoportok azzal vádolták a kutatókat, hogy "Istent játszanak". Mások feltették a kérdést, hogy etikus-e élőlényeket vagy azok természetesen is előforduló génjeit, DNS-szakaszait szabadalmaztatni. A tiltakozók azt szeretnék, hogy az élelmiszerek címkéjén feltüntessék ha GMO-t tartalmaznak, de a cégek vonakodnak ennek eleget tenni. Rámutattak arra, hogy a genetikailag módosított termények elterjedésével az élelmiszer-ellátási lánc néhány nagyvállalat ellenőrzése alá kerülne. Aggályosnak találták azt is, hogy az Egyesült Államokban az állami hatóságok és a magáncégek több szinten is összefonódtak és kétségbe vonták az engedélyezési eljárások objektivitását. Vannak akik kétségbe vonják azt, hogy a farmerek jövedelme nőtt-e a GMO-k alkalmazását követően, míg mások azt mutatták ki hogy gazdaságilag valóban előnyösebbek.
A herbicidrezisztens módosított növények kereszteződhetnek más fajtákkal vagy akár fajokkal is és a gyomirtóknak ellenálló gyomnövények jöhetnek létre. A rovarirtókat és baktericideket termelő növények felboríthatják a talaj ökológiai egyensúlyát vagy a folyamatos szelekció miatt ellenálló kártevők kifejlődését idézhetik elő. A haltenyésztő farmokról esetleg megszökő, gyorsan növekvő lazac magasabb táplálékigénye miatt kiszoríthatja a természetes fajt.
Sokan tartanak attól, hogy a genetikailag manipulált élelmiszer fogyasztásának káros mellékhatásai lehetnek, hogy allergiás reakciót válthatnak ki vagy az emberi fagyasztásra nem való GMO-kból az idegen gének kereszteződés révén átkerülnek az élelmiszernövényekbe. Bár konkrét káros hatást nem sikerült megbízható módon kimutatni, sokan szorgalmazzák, hogy egyelőre minden GMO-t külön ellenőrizzenek a forgalomba kerülésük előtt. A közvélemény – elsősorban Európában – azonban továbbra is gyanakvó a GMO-kkal szemben.

## Jogi szabályozás
A géntechnológia szabályozása, potenciális veszélyei miatt korlátok közé szorítása már röviddel felfedezése után megkezdődött. Először az 1975-ös asilomari konferencián kezdtek el kereteket szabni a témában érdekelt kutatók, önkéntes moratóriumot hirdetve a rekombináns technológia veszélyesnek ítélt ágaiban. 2000-ben fogadták el a cartagenai biológiai biztonsági egyezményt, amely szabályozta a genetikailag módosított organizmusok felhasználását és kezelését. Az egyezményhez 157 ország csatlakozott.
A génmódosított élelmiszerek státusza országonként változik, van ahol korlátozás nélkül termelhetők, forgalmazhatók, másutt tiltottak. Van ahol importálhatók, de belföldi termesztésük meg van tiltva. Ilyen pl. Magyarország, ahol az Alaptörvény tiltja a GMO-k mezőgazdasági termesztését, de rajta kívül többek között Izrael, Norvégia vagy Oroszország. Igen nagy különbségek figyelhetők meg az Egyesült Államok és az Európai Unió álláspontjában. Az amerikai szabályozás alapvetően biztonságosnak ítéli meg a manipulált élelmiszernövényeket, amíg káros hatásuk nem bizonyított. Az EU ezzel szemben a világ egyik legszigorúbb GMO-törvényével a maximális biztonságra törekszik és minden egyes termék esetében bizonyítani kell, hogy ártalmatlan. A világ többi országának álláspontja többnyire az USA és az EU közé esik.
Heves vita tárgya, hogy fel kell-e tüntetni az élelmiszerek címkéjén, hogy GMO-t tartalmaznak. Az Európai Bizottság szerint kötelező címkézésre van szükség, hogy a fogyasztók eldönthessék, milyen terméket akarnak vásárolni, hogy akadályozzák a félrevezető reklámokat és ha kiderül káros hatásuk, könnyebb őket kivonni a forgalomból. Az amerikai állami szervezetek véleménye ezzel szemben az, hogy amíg tudományosan megalapozottan nem azonosítottak káros hatásokat, addig a címkézés (akár önkéntesen is) félrevezeti és a géntechnológia ellen hangolja a közvéleményt. A GMO-t tartalmazó termékek külön jelölése 2014-ben 64 országban volt kötelező. Az EU-ban 0,9%-nyi mennyiség fölött kötelező a GMO-tartalom jelölése az élelmiszerek és takarmányok címkéjén.

## Fordítás
- Ez a szócikk részben vagy egészben  a   Genetic engineering című angol Wikipédia-szócikk ezen változatának fordításán alapul.  Az eredeti cikk szerkesztőit annak laptörténete sorolja fel. Ez a jelzés csupán a megfogalmazás eredetét és a szerzői jogokat jelzi, nem szolgál a cikkben szereplő információk forrásmegjelöléseként.